# Сомалийская рупия
Сомалийская рупия (итал. Rupia somala, сомал. روپيا) — денежная единица Итальянского Сомали в 1909—1925 годах.

## История
В 1893 году выпущены первые бумажные деньги Итальянского Сомали в рупиях — банкноты в 5 рупий частной компании «V. Filonardi & Co».
В 1909 году на основании королевского декрета от 28 января 1909 года № 95 начат выпуск монет в безах, а в 1910 году, на основании декрета от 8 декабря 1910 года — монет в рупиях. Новые монеты должны были заменить в обращении индийскую рупию и талер Марии Терезии. Фактически индийская рупия продолжала использоваться в обращении, не имея статуса законного платёжного средства. В 1920 году Банк Италии начал выпуск банкнот в рупиях.
1 июля 1925 года введена новая денежная единица — сомалийская лира. Обмен рупий на лиры производился до 30 июня 1926 года в соотношении 1 рупия = 8 лир.

## Монеты и банкноты
Чеканились бронзовые монеты в 1, 2, 4 безы и серебряные — в 1⁄4, 1⁄2, 1 рупию.
Выпускались банкноты Банка Италии в 1, 5 и 10 рупий.